# Fomento de Centros de Enseñanza
Fomento de Centros de Enseñanza (conocida también como Fomento) es una institución educativa española de iniciativa privada que tiene 35 colegios en once comunidades autónomas. En sus aulas han estudiado más de 88 500 alumnos desde 1963. En la actualidad en estos colegios trabajan 2970 profesores y personal de administración y servicios para atender a 25 894 alumnos.
Sus señas de identidad son la identidad cristiana, la educación personalizada y la implicación de los padres. 

## Origen
El nacimiento de los primeros colegios de Fomento responde a las demandas y gestiones de distintos grupos de padres preocupados por la educación de sus hijos en un contexto de escasa oferta de plazas escolares. En el verano de 1963, mientras Josemaría Escrivá, fundador del Opus Dei, se encontraba en la localidad navarra de Elizondo, tomó forma la idea de movilizar a padres de familia para que ellos mismos —como principales responsables de la educación y de la formación cristiana de sus hijos— se encargaran de promover centros de enseñanza media. Todo ello cristalizó en la puesta en marcha de una sociedad anónima, Fomento de Centros de Enseñanza; Escrivá se comprometió a proporcionar profesores de Religión y capellanes a los nuevos colegios.
También en 1963, un grupo de padres, varios de ellos miembros del Opus Dei, idearon hacer un colegio en Córdoba. Entre ellos estaban José Navarro, ginecólogo de profesión, José Fuentes Guerra y Federico Díe, que fundaron el Colegio Ahlzahir.Este fue el primero de los centros aglutinados en torno al grupo Fomento, que concentró en Madrid una pequeña infraestructura destinada a asesorar a los colegios que fueran surgiendo y dotarles de un sistema pedagógico: entre sus miembros estaban los profesores y pedagogos Tomás Alvira y Víctor García Hoz.
Desde su origen, Fomento de Centros de Enseñanza fue una sociedad anónima. Su primer consejo de administración estuvo integrado por Vicente Picó, consejero delegado; Antonio García de Gúdal, director general, que había sido uno de los primeros impulsores de la idea; Luis Ponte Manera, presidente del consejo de administración; y Tomás Alvira, Víctor García Hoz, Álvaro García Velázquez y Ángel Santos Ruiz, como consejeros.

## Ideario

### Principios
Según la propia institución, «La educación personalizada, la excelencia educativa, la implicación de los padres y la identidad cristiana definen los colegios de Fomento».

## Enfoque pedagógico
El enfoque pedagógico de Fomento afirma basarse en una educación personalizada, que pretende que cada alumno logre el máximo desarrollo de sus capacidades y aptitudes, con la ayuda de sus padres y profesores. El impulsor de la educación personalizada en España fue Víctor García Hoz, primer doctor en Pedagogía de la universidad española.
Los colegios de Fomento apuestan, así mismo, por la educación diferenciada por sexos en las etapas de Primaria y Secundaria. Esto ha llevado a conflictos entre Fomento y diversas consejerías de Educación acerca de la suscripción o renovación de conciertos con el sistema educativo Español. Así por ejemplo, en una resolución del 11 de abril de 2013, el Principado de Asturias denegó la solicitud de renovación del concierto educativo con los centros «Los Robles» y «Peñamayor», si bien ante un recurso de la entidad educativa, el Tribunal Superior de Justicia de Asturias emitió un auto que obliga a mantener los conciertos con los colegios de manera cautelar hasta que se dicte sentencia firme sobre el fondo del asunto.

## Otros rasgos institucionales
Los centros de Fomento no dependen directamente de la jerarquía de la Iglesia, y los directores y mayoría de profesores no son sacerdotes. Existe en todos ellos, sin embargo, una capellanía para la atención espiritual de los alumnos.
Fue fundado por personas del Opus Dei y Fomento cede a dicha institución la dirección espiritual de los alumnos. Los directores de la sede central y de los colegios son generalmente miembros del Opus Dei. Su ideario está inspirado en las enseñanzas de Josemaría Escrivá de Balaguer, y los sacerdotes de la capellanía también son, en la gran mayoría de los casos, miembros del mismo.

## Actividad académica
En el Ranking de los 100 mejores colegios privados que publica anualmente el diario El Mundo figuran habitualmente varios colegios de Fomento.
En el último ranking nacional de Education First, cuatro colegios de Fomento figuraron entre los 10 mejores colegios de España para aprender inglés.
El buscador de colegios Micole incluye a varios de los centros de Fomento en el ranking de los 100 mejores colegios de España.
El 1 de marzo de 2012 la University of Cambridge ESOL Examinations (Cambridge ESOL) y Fomento de Centros de Enseñanza firmaron un acuerdo para la incorporación de los exámenes de Cambridge ESOL en su red de colegios de una forma homogénea y estructurada. Cecilia Christiansen, premiada como “Mejor Profesora de Suecia 2011” y galardonada por la Academia sueca de las Ciencias, asesora desde 2012 a los colegios de Fomento en programas de Matemáticas. En los colegios de Fomento es destacable también la educación física o deportiva. Las actividades solidarias forman parte del proyecto educativo de Fomento. Los colegios de Fomento publican anualmente una Memoria de resultados académicos y trimestralmente una revista para profesionales. Profesoras de Holanda y Suecia visitaron en enero de 2014 el Centro de Educación Infantil del colegio de Fomento Los Olmos para conocer su "Proyecto Optimist 0-3", con el objetivo de implantarlo en sus respectivos países. El periódico Expansión publicó una información (La educación 'bilingüe' empieza a dar sus frutos en España) en la que sitúa al colegio de Fomento Aldeafuente como "ejemplo de buena práctica y excelencia" en la enseñanza del inglés".

## Escuela de padres
La responsabilidad de los padres en la educación de los hijos era un concepto nuevo en la década de los 60, y de la implicación de las familias surgieron desde el principio las Asociaciones de Padres y los cursos de orientación familiar, ahora conocidos en el sector educativo como Escuela de Padres. Cada dos años, las APAS de los colegios de Fomento organizan un congreso educativo.

## Premios Fomento
Desde su creación en 2010, Fomento de Centros de Enseñanza otorga cada dos años sus “Premios Fomento” a personalidades o instituciones de reconocido prestigio del ámbito educativo, cultural, científico o social. En la edición, de 2012, fueron premiados el Seleccionador Nacional de Fútbol, Vicente del Bosque; la directora de orquesta Inma Shara; la Consejera de Educación de la Comunidad de Madrid, Lucía Figar, y el Centro de Investigación Médica Aplicada (CIMA) de la Universidad de Navarra.
En 2018, los galardonados fueron: la institución Scholas Ocurrentes, el Grupo Social ONCE, la Obra Social La Caixa, al cocinero Pepe Rodríguez y a la escritora alemana Cornelia Funke.

## Miembros
Fomento cuenta con 35 colegios, 21 Kid’s Garden y la Universidad Villanueva.